# Анастас Христиди
Анастас Христиди Патчев (на гръцки: Αναστάσιος Χρηστίδης) е гръцки лекар, офталмолог, от български произход, работил в Битоля.

## Биография
Роден е в 1861 година в Охрид, тогава в Османската империя. Произхожда от големия охридски род Патчеви и е братовчед на революционера Методи Патчев. Завършва медицина в 1894 година в Атинския университет. Специализира хирургия, гинекологи и офталмология в Париж. В 1900 година в Битоля отваря първата частна ординация с операционна зала. Формира и офталмологично отделение в битолската гръцка болница „Благовещение“.
Умира в 1939 година в Битоля.